# Tetherball
Il Tetherball è un gioco a due giocatori.
L'equipaggiamento consiste in un palo metallico fissato nel suolo, al quale è appeso per una corda un pallone da pallavolo. I due giocatori devono posizionarsi ai lati opposti del palo. Entrambi cercano di colpire la palla in una direzione, uno in senso orario, l'altro in senso antiorario. Il gioco finisce quando un giocatore riesce ad avvolgere completamente la corda con la palla - che non deve mai rimbalzare - attorno al palo, cosicché sia bloccato dalla corda.

## Regole
Le regole possono essere trovate al "The World Tetherball Association", situato a Palm Springs, California. Il gioco inizia quando un giocatore serve la palla, di solito colpendola a mano aperta. Il battitore non può toccare nuovamente la palla, finché l'avversario non risponde al colpo iniziale, e così per tutta la partita. 
Durante il match, gli avversari  tentano di controbattere colpendo la palla nella direzione a loro opposta.
Lo scopo è quello di colpire la palla in modo tale che l'avversario non sia in grado di cambiare la direzione della palla, così che questa riesca ad attorcigliarsi intorno al palo di ferro. Ciò dà un leggero vantaggio al battitore, poiché è il primo ad avere il controllo sulla palla. 
Generalmente è accettabile colpire le palle con entrambi i pugni o con le mani aperte. 
Un gioco simile è lo Swingball (detto anche "totem tennis"), che si pratica con le stesse regole, ma usando racchette.